# Planchonella firma
Planchonella firma är en tvåhjärtbladig växtart som först beskrevs av Friedrich Anton Wilhelm Miquel, och fick sitt nu gällande namn av Marcel Marie Maurice Dubard. Planchonella firma ingår i släktet Planchonella och familjen Sapotaceae.

## Underarter
Arten delas in i följande underarter:
- P. f. firma
- P. f. microcarpa